# Børn i biler
Børn i biler er en dansk oplysningsfilm fra 1987 instrueret af Werner Hedman og efter manuskript af Werner Hedman og Leon Østergaard.

## Handling
OBS-reklame for børnesikkerhed i bilen. Fire OBS-reklamer af hver 90 sekunder er klippet sammen til én lang film med indlagte reklameannoncer for diverse autosædefabrikanter. De fire 90-sekunders TV-spots blev produceret til Danmarks Radio TV-OBS, mens den lange film indgik i Rådet for større færdselssikkerheds normale filmudlån og Statens Filmcentrals distribution.